# Amilcar 5CV
La 5CV è una piccola famiglia di autovetture di fascia medio-bassa prodotta dal 1933 al 1935 dalla casa francese Amilcar.

## Storia e profilo
Quella della 5CV era in effetti un piccolo gruppetto, o famiglia, di tre modelli di fascia medio-bassa succedutesi in arco di tempo molto breve.

### Type C
Il primo modello era la Type C e fu presentato all'inizio del 1933. Era una piccola vettura che entrava in concorrenza con altre vetture della stessa fascia di mercato già piuttosto affermate, come la Mathis Type TY, oppure vetture che già all'epoca erano considerate mostri sacri per il loro indiscusso successo, come la Fiat 508 Balilla e la sua derivata francese, la Simca-Fiat 6CV.
La Type C era realizzata su un telaio a passo corto, più corto di quello utilizzato sugli autocicli Amilcar degli inizi. Esso misurava infatti solo 2.15 m. Era proposta come berlina o come cabriolet.
La Type C montava un motore a 4 cilindri da 845 cm³ in grado di erogare una potenza massima di 22 CV a 4000 giri/min.
La trasmissione prevedeva l'utilizzo di un differenziale posto sul retrotreno, che ospitava le ruote motrici. Il cambio era manuale a 3 marce.
La velocità massima della Type C era di 90 km/h.
Le sospensioni erano a balestra con ammortizzatori RAXEF.

### Type C3
All'inizio del 1934, la Type C fu sostituita dalla Type C3, che differiva dalla precedente per il motore, la cui cilindrata salì a 877 cm³, e per il telaio a passo leggermente allungato, che passò così da 2.15 a 2.25 m.
La potenza massima era solo di poco superiore e la velocità era appena superiore ai 90 km/h.

### Type C5
Solamente un anno e anche la Type C3 uscì di produzione, rimpiazzata dalla Type C5: anche in questo caso, le differenze sostanziali con la vettura che l'ha preceduta si limitavano al motore, la cui cilindrata crebbe fino a 929 cm³, e al passo, salito a 2.37 m. La potenza anche in questo caso salì solo di poco e la velocità massima arrivò a 95 km/h.
Alla fine del 1935 anche la Type C5 fu tolta di produzione.